# 1885 no cinema

## Principais filmes estreados
- L'homme Machine, de Étienne-Jules Marey

## Nascimentos
| Data | Nome | Profissão | Nacionalidade | Observações | Ref |
| ---- | ---- | --------- | ------------- | ----------- | --- |

## Mortes
|  |